# یواس‌آرسی منینگ (۱۸۹۸)
یواس‌آرسی منینگ (۱۸۹۸) (به انگلیسی: USRC Manning (1898)) یک کشتی بود که طول آن ۲۰۵ فوت ۰ اینچ (۶۲٫۴۸ متر) بود. این کشتی در سال ۱۸۹۷ ساخته شد.